# Cyrtacanthacris aeruginosa
Cyrtacanthacris aeruginosa är en insektsart som först beskrevs av Stoll, C. 1813.  Cyrtacanthacris aeruginosa ingår i släktet Cyrtacanthacris och familjen gräshoppor.

## Underarter
Arten delas in i följande underarter:
- C. a. submaculata
- C. a. aeruginosa
- C. a. flavescens
- C. a. goldingi

## Bildgalleri

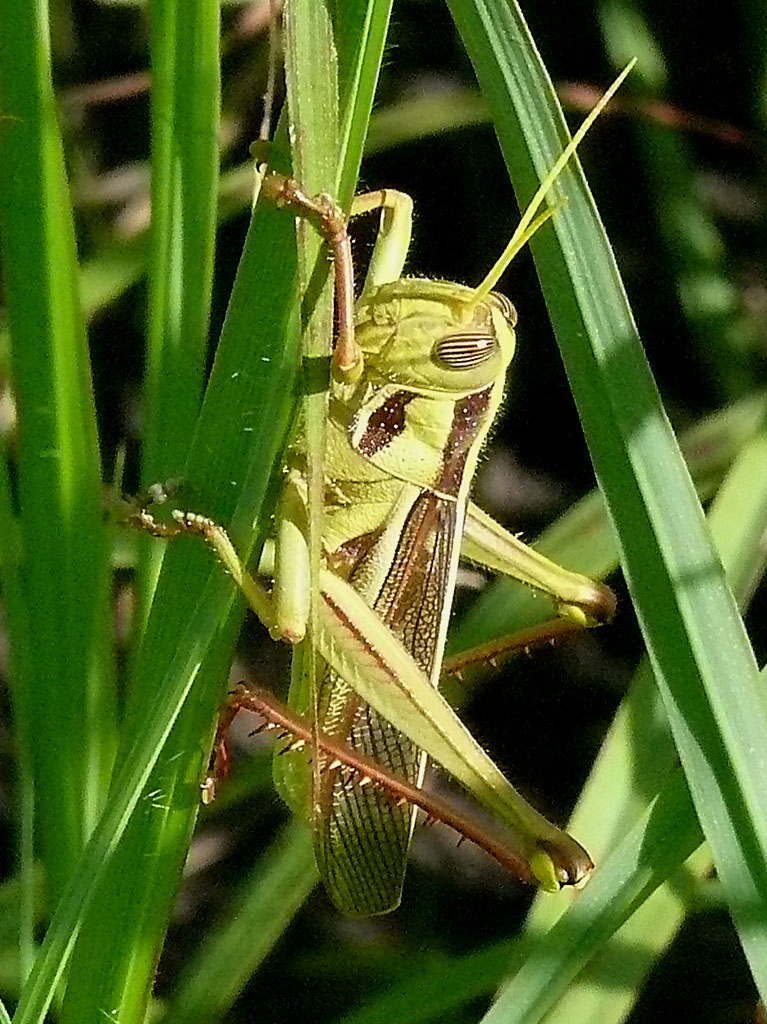
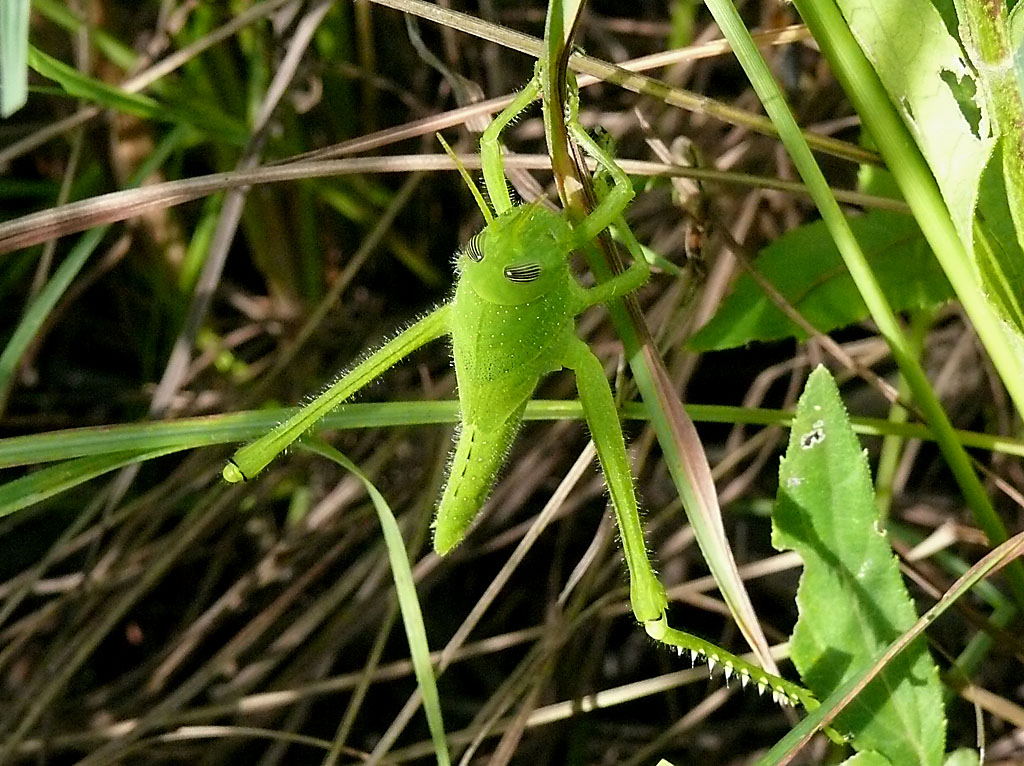